# Calcio ai XVI Giochi panamericani - Torneo femminile
Il torneo di calcio femminile ai Giochi panamericani, introdotto nell'edizione del 1999 e giunto alla sua quarta edizione, si svolse a Zapopan, nei pressi di Guadalajara, in Messico, dal 18 al 27 ottobre 2011. Le Nazionali partecipanti erano otto, divise in due gironi preliminari da 4 squadre ciascuno, le prime 2 di ogni girone accedono alle semifinali.

## Squadre partecipanti
- Argentina
- Brasile
- Canada
- Cile
- Colombia
- Costa Rica
- Messico
- Trinidad e Tobago

## Prima fase

### Girone A
| Squadra           | P | G | V | N | S | GF | GS | DR |
| ----------------- | - | - | - | - | - | -- | -- | -- |
| Colombia          | 6 | 3 | 2 | 0 | 1 | 2  | 1  | +2 |
| Messico           | 5 | 3 | 1 | 2 | 0 | 2  | 1  | +1 |
| Cile              | 4 | 3 | 1 | 1 | 1 | 3  | 1  | +2 |
| Trinidad e Tobago | 1 | 3 | 0 | 1 | 2 | 1  | 5  | -4 |

#### Risultati
| Arbitro: | Jessica Salomé Di Iorio |

|             |           |  |
| Andrade 29’ | Marcatori |  |

| Zapopan 19 ottobre , ore 21:00 | Messico         | 0 – 0 | Cile | Stadio Omnilife\| Arbitro: \| Diane Ferreiras \| |
| Arbitro:                       | Diane Ferreiras |       |      |                                                  |

| Arbitro: | Lucila Venegas |

|  |           |           |
|  | Marcatori | 3’ Rincon |

| Arbitro: | Irasema Aguilera |

|                     |           |                  |
| Dominguez 41’(rig.) | Marcatori | 20’ Atti-Johnson |

| Arbitro: | Jessica Di Iorio |

|                                 |           |  |
| Lara 18’ Mardones 40’ Rojas 65’ | Marcatori |  |

| Arbitro: | Yesli Rivas |

|          |           |  |
| Perez 1’ | Marcatori |  |

### Girone B
| Squadra    | P | G | V | N | S | GF | GS | DR |
| ---------- | - | - | - | - | - | -- | -- | -- |
| Brasile    | 7 | 3 | 2 | 1 | 0 | 4  | 1  | +3 |
| Canada     | 7 | 3 | 2 | 1 | 0 | 4  | 1  | +3 |
| Costa Rica | 1 | 3 | 0 | 1 | 2 | 5  | 8  | -3 |
| Argentina  | 1 | 3 | 0 | 1 | 2 | 3  | 6  | -3 |

#### Risultati
| Arbitro: | Shane De Silva |

|                                         |           |                |
| Julien 29’ Sinclair 52’ Pietrangelo 82’ | Marcatori | 28’(rig.) Cruz |

| Arbitro: | Lucila Venegas |

|                        |           |  |
| Guedes 27’ Batista 37’ | Marcatori |  |

| Arbitro: | Yesli Rivas |

|                      |           |  |
| Christina Julien 48’ | Marcatori |  |

| Arbitro: | Dianne Ferreiras |

|                            |           |          |
| de Oliveira 59’ Guedes 62’ | Marcatori | 95’ Cruz |

| Arbitro: | Shane De Silva |

|                                          |           |                                       |
| Pereyra 5’ Vallejos 8’ Ugalde 16’ (aut.) | Marcatori | 67’ Acosta 75’ Rodríguez 82’ Alvarado |

| Zapopan 22 ottobre 2011, ore 20:00 | Brasile          | 0 – 0 | Canada | Stadio Omnilife\| Arbitro: \| Irasema Aguilera \| |
| Arbitro:                           | Irasema Aguilera |       |        |                                                   |

## Fase finale
|  | Semifinali | Semifinali | Semifinali |         |        | Finale 1º posto | Finale 1º posto | Finale 1º posto |  |
|  |            |            |            |         |        |                 |                 |                 |  |
|  | Colombia   | Colombia   | 1          |         |        |                 |                 |                 |  |
|  | Colombia   | Colombia   | 1          |         |        |                 |                 |                 |  |
|  | Canada     | Canada     | 2          |         |        |                 |                 |                 |  |
|  | Canada     | Canada     | 2          |         | Canada | Canada          | 1(4)            |                 |  |
|  |            |            |            |         | Canada | Canada          | 1(4)            |                 |  |
|  |            |            | Brasile    | Brasile | 1(3)   |                 |                 |                 |  |
|  | Brasile    | Brasile    | Brasile    | Brasile | 1(3)   | 1               |                 |                 |  |
|  | Brasile    | Brasile    |            |         |        | 1               |                 |                 |  |
|  | Messico    | Messico    | 0          |         |        | Finale 3º posto | Finale 3º posto | Finale 3º posto |  |
|  | Messico    | Messico    | 0          |         |        |                 |                 |                 |  |
|  |            |            |            |         |        |                 |                 |                 |  |
|  |            |            |            |         |        | Messico         | Messico         | 1               |  |
|  |            |            |            |         |        | Messico         | Messico         | 1               |  |
|  |            |            |            |         |        | Colombia        | Colombia        | 0               |  |

### Semifinali
| Arbitro: | Irasema Aguilera |

|             |           |  |
| Maurine 79’ | Marcatori |  |

| Arbitro: | Jessica Di Iorio |

|          |           |                    |
| Usme 83’ | Marcatori | 48’ Kyle 88’ Gayle |

#### Finale 3º posto
| Arbitro: | Yesli Rivas |

|  |           |           |
|  | Marcatori | 100’ Ruiz |

#### Finale 1º posto
| Arbitro: | Dianne Ferreiras |

|                                         |                      |                                                |
| Sinclair 87’                            | Marcatori            | 3’ de Oliveira                                 |
| Matheson Sinclair Booth Schmidt Chapman | Tiri di rigore 4 – 3 | Alberto Maurine Nascimento Wiggers de Oliveira |

## Statistiche

### Classifica marcatrici
2 reti
- Shirley Cruz
- Christine Sinclair
- Christina Julien
- Debinha
- Thais Guedes

1 rete
- Daniele Batista
- Maurine
- Maribel Domínguez
- Verónica Pérez
- Jennifer Ruiz
- Wendy Acosta
- Raquel Rodríguez
- Katherine Alvarado
- Kaylyn Kyle
- Robyn Gayle
- Amelia Pietrangelo
- Lady Andrade
- Yoreli Rincón
- Catalina Usme
- Maylee Attin-Johnson
- Francisca Lara
- Francisca Mardones
- María José Rojas
- Mercedes Pereyra
- Fabiana Vallejos

1 autorete
- Marianne Ugalde (in favore dell'Argentina)